# Borró (riu)
El Borró és un riu de Catalunya, afluent pel marge esquerre del Fluvià. Neix als peus del Puig de Bassegoda pel seu vessant sud-oriental, i va a parar al Fluvià, entre Argelaguer i Besalú després d'uns 14 quilòmetres de curs. Gran part del seu recorregut es troba dins l'espai protegit de l'Alta Garrotxa. El seu curs sol estar sec.

## Principals afluents
- Per el marge esquerre:
  - Torrent de Lliurona
  - Riera de Buaranc

## Poblacions que travessa
- Sales de Llierca